# Fever Of Love
«Fever Of Love» es una canción de la banda musical británica de glam rock Sweet, compuesta e interpretada por Sweet. Fue lanzada como sencillo por la discográfica RCA Victor en febrero de 1977, e incluida en el álbum de estudio Off The Record.

## Personal
- Brian Connolly – voz principal
- Steve Priest – voz principal y coros, bajo
- Andy Scott – guitarra eléctrica, coros
- Mick Tucker – batería, coros